# NGC 3106
NGC 3106 је лентикуларна галаксија у сазвежђу Мали лав која се налази на NGC листи објеката дубоког неба.
Деклинација објекта је + 31° 11' 9" а ректасцензија 10h 4m 5,2s. Привидна величина (магнитуда) објекта NGC 3106 износи 12,3 а фотографска магнитуда 13,3. NGC 3106 је још познат и под ознакама UGC 5419, MCG 5-24-9, CGCG 153-13, NPM1G +31.0177, PGC 29196.